# Liga Europa da UEFA de 2011–12 – Rodada de Play-off
Esta página apresenta os sumários das partidas do play-off da Liga Europa da UEFA de 2011-12.
Todos jogos em UTC+2.

## Mata-mata

### Jogos de ida
| 18 de agosto de 2011 | Legia Warsaw    | 2 – 2     | Spartak Moscow | Pepsi Arena, Varsóvia                  |
| 18:00                | Radović 3', 69' | Relatório | Ari 52', 71'   | Público: 23,450 Árbitro: ENG Mike Dean |

| 18 de agosto de 2011 | Ekranas        | 1 – 0     | Hapoel Tel Aviv | Aukštaitija Stadium, Panevėžys |
| 18:00                | Samusiovas 82' | Relatório |                 | Árbitro: SUI Sascha Kever      |

| 18 de agosto de 2011 | Lokomotiv Moscow          | 2 – 0     | Spartak Trnava | Lokomotiv Stadium, Moscou      |
| 18:00                | Yanbayev 34' · Maicon 37' | Relatório |                | Árbitro: ROU Alexandru Deaconu |

| 18 de agosto de 2011 | Vaslui                       | 2 – 0     | Sparta Prague | Stadionul Ceahlăul, Piatra Neamt1 |
| 18:00                | Temwanjera 13' · Milanov 36' | Relatório |               | Árbitro: HUN Zsolt Szabó          |

| 18 de agosto de 2011 | Zestafoni                         | 3 – 3     | Club Brugge                              | Boris Paichadze National Stadium, Tbilisi2 |
| 18:30                | Gelashvili 59', 83' · Dvali 63' · | Relatório | Akpala 27' · Refaelov 30' · Hoefkens 72' | Árbitro: AUT Harald Lechner                |

| 18 de agosto de 2011 | HJK Helsinki   | 2 – 0     | Schalke 04 | Sonera Stadium, Helsinki                                |
| 18:30                | Pukki 18', 54' | Relatório |            | Público: 10,752 Árbitro: ESP Fernando Teixeira Vitienes |

| 18 de agosto de 2011 | Litex Lovech | 1 – 2     | Dynamo Kyiv                   | Lovech Stadium, Lovech           |
| 18:45                | Yanev 13'    | Relatório | Ninković 7' (pên) · Brown 77' | Árbitro: GRE Michael Koukoulakis |

| 18 de agosto de 2011 | Vorskla Poltava                 | 2 – 1     | Dinamo Bucureşti | Butovsky Vorskla Stadium, Poltava |
| 19:00                | Kryvosheyenko 32' · Rebenok 89' | Relatório | Niculae 58'      | Árbitro: ISR Liran Liany          |

| 18 de agosto de 2011 | Aalesund                 | 2 – 1     | AZ          | Color Line Stadion, Ålesund |
| 19:00                | Barrantes 14' (pên), 73' | Relatório | Martens 30' | Árbitro: SUI Stephan Studer |

| 18 de agosto de 2011 | Omonia                     | 2 – 1     | Red Bull Salzburg | GSP Stadium, Nicósia     |
| 19:00                | Freddy 35' · Leandro 45+3' | Relatório | Alan 3'           | Árbitro: ENG Lee Probert |

| 18 de agosto de 2011 | Austria Wien                | 3 – 1     | Gaz Metan Mediaş | Franz Horr Stadium, Viena     |
| 19:00                | Linz 7' · Barazite 45', 61' | Relatório | Breeveld 24'     | Árbitro: BLR Aleksei Kulbakov |

| 18 de agosto de 2011 | Maccabi Tel Aviv                 | 3 – 0     | Panathinaikos | Bloomfield Stadium, Tel Aviv |
| 19:30                | Konaté 60' · Atar 67' (pên), 90' | Relatório |               | Árbitro: NED Eric Braamhaar  |

| 18 de agosto de 2011 | Steaua Bucureşti       | 2 – 0     | CSKA Sofia | Stadionul Dr. Constantin Rădulescu, Cluj-Napoca3 |
| 19:30                | Galamaz 16' · Tatu 77' | Relatório |            | Árbitro: NOR Tommy Skjerven                      |

| 18 de agosto de 2011 | Thun | 0 – 1     | Stoke City | Arena Thun, Thun               |
| 19:30                |      | Relatório | Pugh 18'   | Árbitro: SWE Daniel Stålhammar |

| 18 de agosto de 2011 | Beşiktaş                                 | 3 – 0     | Alania Vladikavkaz | BJK İnönü Stadium, Istambul    |
| 20:00                | Sivok 20' · Guti 76' (pên) · Almeida 89' | Relatório |                    | Árbitro: BLR Stanislav Todorov |

| 18 de agosto de 2011 | Bursaspor          | 1 – 2     | Anderlecht                       | Bursa Atatürk Stadium, Bursa |
| 20:00                | Vederson 36' (pên) | Relatório | Legear 54' (pên) · Jovanović 77' | Árbitro: CZE Libor Kovařík   |

| 18 de agosto de 2011 | PAOK                        | 2 – 0     | Karpaty Lviv | Toumba Stadium, Tessalônica |
| 20:00                | Athanasiadis 15' · Lino 56' | Relatório |              | Árbitro: POL Robert Malek   |

| 18 de agosto de 2011 | Nordsjælland | 0 – 0     | Sporting CP | Farum Park, Farum          |
| 20:00                |              | Relatório |             | Árbitro: NIR Mark Courtney |

| 18 de agosto de 2011 | Śląsk Wrocław | 1 – 3     | Rapid Bucureşti                       | Stadion Oporowska, Wrocław                 |
| 20:00                | Mila 16'      | Relatório | Grigore 24' · Roman 34' · Apostol 79' | Público: 7,000 Árbitro: GER Michael Weiner |

| 18 de agosto de 2011 | Standard Liège | 1 – 0     | Helsingborg | Stade Maurice Dufrasne, Liège |
| 20:15                | Tchité 60'     | Relatório |             | Árbitro: TUR Bülent Yıldırım  |

| 18 de agosto de 2011 | Metalist Kharkiv | 0 – 0     | Sochaux | Metalist Stadium, Kharkiv       |
| 20:30                |                  | Relatório |         | Árbitro: SWE Stefan Johannesson |

| 18 de agosto de 2011 | Fulham                        | 3 – 0     | Dnipro Dnipropetrovsk | Craven Cottage, Londres                     |
| 20:30                | Hughes 38' · Dempsey 43', 49' | Relatório |                       | Público: 14,823 Árbitro: CZE Pavel Královec |

| 18 de agosto de 2011 | Hannover 96         | 2 – 1     | Sevilla     | AWD-Arena, Hanover       |
| 20:30                | Schlaudraff 6', 45' | Relatório | Kanouté 37' | Árbitro: NED Bas Nijhuis |

| 18 de agosto de 2011 | Estrela Vermelha | 1 – 2     | Rennes                     | Stadion FK Crvena Zvezda, Belgrado |
| 20:30                | Cadú 17' (pên)   | Relatório | Pitroipa 41' · Montaño 75' | Árbitro: POR Duarte Gomes          |

| 18 de agosto de 2011 | Shamrock Rovers | 1 – 1     | Partizan  | Tallaght Stadium, Dublin   |
| 20:45                | McCabe 81'      | Relatório | Tomić 14' | Árbitro: EST Hannes Kaasik |

| 18 de agosto de 2011 | Rosenborg | 0 – 0     | AEK Larnaca | Lerkendal Stadion, Trondheim |
| 20:45                |           | Relatório |             | Árbitro: ROU Cristian Balaj  |

| 18 de agosto de 2011 | Slovan Bratislava | 1 – 0     | Roma | Štadión Pasienky, Bratislava     |
| 20:45                | Dobrotka 80'      | Relatório |      | Árbitro: ESP Antonio Mateu Lahoz |

| 18 de agosto de 2011 | Differdange 03 | 0 – 4     | Paris Saint-Germain                                  | Stade Josy Barthel, Luxemburgo4 |
| 20:45                |                | Relatório | Gameiro 17' · Bahebeck 71' · Ceará 90' · Ménez 90+1' | Árbitro: SVN Matej Jug          |

| 18 de agosto de 2011 | Heart of Midlothian | 0 – 5     | Tottenham Hotspur                                                    | Tynecastle Stadium, Edimburgo  |
| 20:45                |                     | Relatório | Van der Vaart 5' · Defoe 13' · Livermore 28' · Bale 63' · Lennon 78' | Árbitro: ITA Paolo Tagliavento |

| 18 de agosto de 2011 | Maribor                       | 2 – 1     | Rangers   | Ljudski vrt Stadium, Maribor              |
| 20:45                | Ibraimi 52' · Velikonja 90+2' | Relatório | Ortiz 31' | Público: 11,000 Árbitro: GER Manuel Gräfe |

| 18 de agosto de 2011 | Nacional | 0 – 0     | Birmingham City | Estádio da Madeira, Funchal |
| 20:45                |          | Relatório |                 | Árbitro: SRB Milorad Mažić  |

| 18 de agosto de 2011 | AEK Athens      | 1 – 0     | Dinamo Tbilisi | Olympic Stadium, Atenas      |
| 20:45                | José Carlos 87' | Relatório |                | Árbitro: WAL Simon Lee Evans |

| 18 de agosto de 2011 | Athletic Bilbao | 0 – 0     | Trabzonspor | San Mamés Stadium, Bilbao   |
| 21:00                |                 | Relatório |             | Árbitro: ITA Daniele Orsato |

| 18 de agosto de 2011 | Lazio                                                              | 6 – 0     | Rabotnički | Stadio Olimpico, Roma       |
| 21:00                | Hernanes 20' · Mauri 39' · Cissé 51', 65' · Rocchi 87' · Klose 90' | Relatório |            | Árbitro: RUS Sergei Karasev |

| 18 de agosto de 2011 | Celtic | 0 – 0     | Sion | Celtic Park, Glasgow          |
| 21:05                |        | Relatório |      | Árbitro: CRO Marijo Strahonja |

| 18 de agosto de 2011 | Ried | 0 – 0     | PSV Eindhoven | Keine Sorgen Arena, Ried im Innkreis |
| 21:05                |      | Relatório |               | Árbitro: DEN Peter Rasmussen         |

| 18 de agosto de 2011 | Atlético Madrid | 2 – 0     | Vitória Guimarães | Vicente Calderón Stadium, Madrid |
| 22:00                | Elias 68', 73'  | Relatório |                   | Árbitro: FRA Clément Turpin      |

| 18 de agosto de 2011 | Braga | 0 – 0     | Young Boys | Estádio Municipal de Braga, Braga |
| 22:00                |       | Relatório |            | Árbitro: POL Pawel Gil            |

Notas
- Nota 1: Vaslui jogou no Stadionul Ceahlăul em Piatra Neamţ pois o Stadionul Municipal  em Vaslui não atendeu os critérios da UEFA.
- Nota 2: Zestafoni jogou no Boris Paichadze National Stadium, Tbilisi por ter maior capacidade de público que o David Abashidze Stadium.
- Nota 3: Steaua Bucureşti jogou no Stadionul Dr. Constantin Rădulescu em Cluj-Napoca pois deixou de jogar no Stadionul Steaua desde a última temporada.
- Nota 4: Differdange 03 jogou no Stade Josy Barthel em Luxemburgo pois o Stade du Thillenberg não atendeu os critérios da UEFA.

### Jogos de volta
| 25 de agosto de 2011 | Dinamo Bucureşti         | 2 – 3     | Vorskla Poltava                | Stadionul Dinamo, Bucareste                  |
| 17:00                | Torje 45' · Ţucudean 90' | Relatório | Januzi 37' · Barannik 72', 78' | Público: 9,641 Árbitro: SUI Cyril Zimmermann |

Vorskla Poltava venceu por 5–3 no placar agregado.
| 25 de agosto de 2011 | Spartak Moscow                          | 2 – 3     | Legia Warsaw                           | Luzhniki Stadium, Moscou                |
| 17:00                | K. Kombarov 10' · D. Kombarov 27' (pên) | Relatório | Kucharczyk 29' · Rybus 43' · Gol 90+2' | Público: 19,345 Árbitro: ISR Alon Yefet |

Legia Warsaw venceu por 5–4 no placar agregado.
| 25 de agosto de 2011 | Rennes                                                       | 4 – 0     | Estrela Vermelha | Stade de la Route de Lorient, Rennes       |
| 18:30                | Montaño 10' · M'Vila 19' (pên) · Pajot 85' · Kembo-Ekoko 90' | Relatório |                  | Público: 19,364 Árbitro: GER Deniz Aytekin |

Rennes venceu por 6–1 no placar agregado.
| 25 de agosto de 2011 | PSV Eindhoven                                                        | 5 – 0     | Ried | Philips Stadion, Eindhoven                    |
| 18:45                | Toivonen 53' · Lens 67' · Wijnaldum 74' · Labyad 79' · Strootman 90' | Relatório |      | Público: 23,000 Árbitro: RUS Maksim Layushkin |

PSV Eindhoven venceu por 5–0 no placar agregado.
| 25 de agosto de 2011 | Alania Vladikavkaz            | 2 – 0     | Beşiktaş | Republican Spartak Stadium, Vladikavkaz      |
| 19:00                | Gabulov 81' · Danilo Neco 88' | Relatório |          | Público: 10,000 Árbitro: ROU Alexandru Tudor |

Beşiktaş venceu por 3–2 no placar agregado.
| 25 de agosto de 2011 | AEK Larnaca                   | 2 – 1     | Rosenborg     | Antonis Papadopoulos Stadium, Larnaca   |
| 19:00                | van Dijk 21' (pên), 53' (pên) | Relatório | Henriksen 67' | Público: 5,342 Árbitro: SCO Euan Norris |

AEK Larnaca venceu por 2–1 no placar agregado.
| 25 de agosto de 2011 | Spartak Trnava     | 1 – 1     | Lokomotiv Moscow | Štadión Antona Malatinského, Trnava     |
| 19:00                | Yanbaev 38' (g.c.) | Relatório | Obinna 81' (pên) | Público: 11,258 Árbitro: ITA Luca Banti |

Lokomotiv Moscow venceu por 3–1 no placar agregado.
| 25 de agosto de 2011 | Dynamo Kyiv   | 1 – 0     | Litex Lovech | Lobanovsky Dynamo Stadium, Kiev            |
| 19:00                | Milevskiy 74' | Relatório |              | Público: 8,100 Árbitro: ENG Stuart Attwell |

Dynamo Kyiv venceu por 3–1 no placar agregado.
| 25 de agosto de 2011 | Gaz Metan Mediaş | 1 – 0     | Austria Wien | Stadionul Dr. Constantin Rădulescu, Cluj-Napoca5 |
| 19:00                | Hoban 40'        | Relatório |              | Público: 3,700 Árbitro: TUR Hüseyin Göçek        |

Austria Wien venceu por 3–2 no placar agregado.
| 25 de agosto de 2011 | Dinamo Tbilisi | 1 – 1 (pro) | AEK Athens          | Boris Paichadze National Stadium, Tbilisi  |
| 19:05                | Koshkadze 1'   | Relatório   | Leonardo 111' (pên) | Público: 40,000 Árbitro: SVN Darko Čeferin |

AEK Athens venceu por 2–1 no placar agregado.
| 25 de agosto de 2011 | Hapoel Tel Aviv                                 | 4 – 0     | Ekranas | Bloomfield Stadium, Tel Aviv              |
| 19:30                | Cohen 37' · Damari 53' · Tamuz 81' · Lala 90+1' | Relatório |         | Público: 7,500 Árbitro: KAZ Artyom Kuchin |

Hapoel Tel Aviv venceu por 4–1 no placar agregado.
| 25 de agosto de 2011 | CSKA Sofia | 1 – 1     | Steaua Bucureşti | Vasil Levski National Stadium, Sofia6       |
| 19:30                | Michel 83' | Relatório | Tǎnase 73'       | Público: 17,200 Árbitro: NED Pol van Boekel |

Steaua Bucureşti venceu por 3–1 no placar agregado.
| 25 de agosto de 2011 | Young Boys                | 2 – 2     | Braga                         | Stade de Suisse, Berna                  |
| 19:30                | Mayuka 61' · Farnerud 81' | Relatório | Hélder Barbosa 24' · Lima 78' | Público: 15,012 Árbitro: CRO Ivan Bebek |

Young Boys 2–2 Braga no placar agregado. Braga venceu pelo critério dos gols marcados fora de casa.
| 25 de agosto de 2011 | Rapid Bucureşti | 1 – 1     | Śląsk Wrocław | Stadionul Dan Păltinişanu, Timişoara7      |
| 20:00                | Pancu 12'       | Relatório | Sobota 90+2'  | Público: 3,383 Árbitro: SWE Martin Hansson |

Rapid Bucureşti venceu por 4–2 no placar agregado.
| 25 de agosto de 2011 | Sparta Prague | 1 – 0     | Vaslui | Generali Arena, Praga                         |
| 20:00                | Pamić 59'     | Relatório |        | Público: 13,699 Árbitro: AUT Thomas Einwaller |

Vaslui venceu por 2–1 no placar agregado.
| 25 de agosto de 2011 | Panathinaikos            | 2 – 1     | Maccabi Tel Aviv | Olympic Stadium, Atenas                     |
| 20:15                | Boumsong 70' · Toché 79' | Relatório | Medunjanin 61'   | Público: 15,503 Árbitro: ITA Antonio Damato |

Maccabi Tel Aviv venceu por 4–2 no placar agregado.
| 25 de agosto de 2011 | Helsingborg       | 1 – 3     | Standard Liège                     | Olympia, Helsingborg                     |
| 20:15                | Jönsson 61' (pên) | Relatório | Mbaye 14' · Berrier 34' · Kanu 68' | Público: 6,656 Árbitro: FRA Saïd Ennjimi |

Standard Liège venceu por 4–1 no placar agregado.
| 25 de agosto de 2011 | Schalke 04                                                                | 6 – 1     | HJK Helsinki | Veltins-Arena, Gelsenkirchen                  |
| 20:20                | Huntelaar 15' (pên), 25', 49' (pên), 63' · Papadopoulos 56' · Draxler 82' | Relatório | Pukki 20'    | Público: 52,034 Árbitro: CYP Leontios Trattou |

Schalke 04 venceu por 6–3 no placar agregado.
| 25 de agosto de 2011 | Vitória Guimarães | 0 – 4     | Atlético Madrid                                    | Estádio D. Afonso Henriques, Guimarães      |
| 20:30                |                   | Relatório | Gabi 2' (pên) · Adrián López 18', 60' · Salvio 81' | Público: 10,330 Árbitro: ENG Andre Marriner |

Atlético Madrid venceu por 6–0 no placar agregado.
| 25 de agosto de 2011 | Partizan   | 1 – 2 (pro) | Shamrock Rovers                     | Stadion FK Partizan, Belgrado            |
| 20:30                | Volkov 35' | Relatório   | Sullivan 58' · O'Donnell 113' (pên) | Público: 13,706 Árbitro: SVK Ján Valášek |

Shamrock Rovers venceu por 3–2 no placar agregado.
| 25 de agosto de 2011 | Anderlecht                 | 2 – 2     | Bursaspor                        | Constant Vanden Stock Stadium, Bruxelas      |
| 20:30                | Juhász 38' · Jovanović 57' | Relatório | Turgay Bahadır 5' · Stepanov 68' | Público: 15,551 Árbitro: POR Manuel De Sousa |

Anderlecht venceu por 4–3 no placar agregado.
| 25 de agosto de 2011 | Trabzonspor | Cancelado9 | Athletic Bilbao | Türk Telekom Arena, Istambul8 |
| 20:30                |             | Relatório  |                 | Árbitro: GER Knut Kircher     |

Athletic Bilbao classificado para fase de grupos depois do Trabzonspor substituir o Fenerbahçe na Liga dos Campeões.
| 25 de agosto de 2011 | Rangers       | 1 – 1     | Maribor   | Ibrox Stadium, Glasgow                          |
| 20:30                | Bocanegra 75' | Relatório | Volaš 55' | Público: 32,223 Árbitro: MKD Aleksandar Stavrev |

Maribor venceu por 3–2 no placar agregado.
| 25 de agosto de 2011 | Dnipro Dnipropetrovsk | 1 – 0     | Fulham | Dnipro Arena, Dnipropetrovsk                  |
| 20:30                | Shakhov 23'           | Relatório |        | Público: 12,750 Árbitro: NOR Tom Harald Hagen |

Fulham venceu por 3–1 no placar agregado.
| 25 de agosto de 2011 | Sion                              | 3 – 1     | Celtic      | Stade de Tourbillon, Sion                            |
| 20:30                | Feindouno 3' (pên), 63' · Sio 82' | Relatório | Mulgrew 78' | Público: 7,100 Árbitro: ESP David Fernández Borbalán |

Sion venceu por 3–1 no placar agregado.
| 25 de agosto de 2011 | Club Brugge    | 2 – 0     | Zestafoni | Jan Breydel Stadium, Bruges              |
| 20:30                | Akpala 7', 27' | Relatório |           | Público: 23,725 Árbitro: FIN Tony Asumaa |

Club Brugge venceu por 5–3 no placar agregado.
| 25 de agosto de 2011 | Sochaux | 0 – 4     | Metalist Kharkiv                          | Stade Auguste Bonal, Montbéliard                       |
| 20:45                |         | Relatório | Sosa 6' · Cristaldo 11', 40' · Taison 51' | Público: 8,739 Árbitro: ESP Eduardo Iturralde González |

Metalist Kharkiv venceu por 4–0 no placar agregado.
| 25 de agosto de 2011 | Roma         | 1 – 1     | Slovan Bratislava | Stadio Olimpico, Roma                      |
| 20:45                | Perrotta 11' | Relatório | Štepanovský 82'   | Público: 47,302 Árbitro: TUR Halis Özkahya |

Slovan Bratislava venceu por 2–1 no placar agregado.
| 25 de agosto de 2011 | Rabotnički     | 1 – 3     | Lazio                          | Philip II Arena, Skopje                    |
| 20:45                | Lazarevski 39' | Relatório | Rocchi 23', 77' · Hernanes 74' | Público: 7,100 Árbitro: ISR Menashe Masiah |

Lazio venceu por 9–1 no placar agregado.
| 25 de agosto de 2011 | Birmingham City                     | 3 – 0     | Nacional | St Andrew's Stadium, Birmingham                   |
| 20:45                | Redmond 15' · Murphy 24' · Wood 86' | Relatório |          | Público: 27,698 Árbitro: RUS Vladislav Bezborodov |

Birmingham City venceu por 3–0 no placar agregado.
| 25 de agosto de 2011 | Stoke City                              | 4 – 1     | Thun        | Britannia Stadium, Stoke-on-Trent          |
| 20:45                | Upson 25' · Jones 31', 72' · Whelan 38' | Relatório | Wittwer 77' | Público: 24,118 Árbitro: POL Marcin Borski |

Stoke City venceu por 5–1 no placar agregado.
| 25 de agosto de 2011 | AZ                                                                                | 6 – 0     | Aalesund | AFAS Stadion, Alkmaar                   |
| 20:45                | Wernbloom 7' · Altidore 25', 59' · Martens 54' · Holman 68' · Moisander 90' (pên) | Relatório |          | Público: 11,814 Árbitro: IRL Alan Kelly |

AZ Alkmaar venceu por 7–2 no placar agregado.
| 25 de agosto de 2011 | Paris Saint-Germain         | 2 – 0     | Differdange 03 | Parc des Princes, Paris                         |
| 21:00                | Nenê 65' · Afoun 79' (g.c.) | Relatório |                | Público: 15,194 Árbitro: ISL Kristinn Jakobsson |

Paris Saint-Germain venceu por 6–0 no placar agregado.
| 25 de agosto de 2011 | Karpaty Lviv    | 1 – 1     | PAOK        | Ukraina Stadium, Lviv                      |
| 21:00                | Lucas 45' (pên) | Relatório | Balafas 55' | Público: 20,000 Árbitro: FRA Fredy Fautrel |

PAOK venceu por 3–1 no placar agregado.
| 25 de agosto de 2011 | Tottenham Hotspur | 0 – 0     | Heart of Midlothian | White Hart Lane, Londres                       |
| 21:00                |                   | Relatório |                     | Público: 24,053 Árbitro: GRE Anastassios Kakos |

Tottenham Hotspur venceu por 5–0 no placar agregado.
| 25 de agosto de 2011 | Red Bull Salzburg | 1 – 0     | Omonia | Red Bull Arena, Wals-Siezenheim               |
| 21:05                | Hinteregger 51'   | Relatório |        | Público: 9,100 Árbitro: LTU Gediminas Mažeika |

Red Bull Salzburg 2–2 Omonia no placar agregado. Red Bull Salzburg venceu pelo critério dos gols marcados fora de casa.
| 25 de agosto de 2011 | Sevilla             | 1 – 1     | Hannover 96    | Estádio Ramón Sánchez Pizjuán, Sevilla      |
| 21:05                | Pogatetz 37' (g.c.) | Relatório | Abdellaoue 23' | Público: 33,026 Árbitro: BEL Serge Gumienny |

Hannover 96 venceu por 3–2 no placar agregado.
| 25 de agosto de 2011 | Sporting CP                   | 2 – 1     | Nordsjælland  | Estádio José Alvalade, Lisboa                    |
| 22:15                | André Santos 77' · Evaldo 82' | Relatório | Laudrup 90+3' | Público: 24,028 Árbitro: ROU Ovidiu Alin Hategan |

Sporting CP venceu por 2–1 no placar agregado.
Notas
- Nota 5: Gaz Metan Mediaş jogará no Stadionul Dr. Constantin Rădulescu em Cluj-Napoca pois o Stadionul Gaz Metan não at44endeu os critérios da UEFA.
- Nota 6: CSKA Sofia jogará no Vasil Levski National Stadium em Sofia por ter maior capacidade de público que o  Balgarska Armiya Stadium.
- Nota 7: Rapid Bucureşti jogará no Stadionul Dan Păltinişanu em Timişoara pois deixou de jogar no  Stadionul Giuleşti-Valentin Stănescu desde a última temporada.
- Nota 8: Trabzonspor jogará no Türk Telekom Arena em Istambul pois o Hüseyin Avni Aker Stadium está em manutenção após o Festival Olímpico da Juventude Européia de 2011.
- Nota 9: Como resultado do escândalo de corrupção no futebol Turco em 2011 com acusações de manipulação de resultados, o Fenerbahçe foi excluído da Liga dos Campeões da UEFA de 2011-12 e substituído pelo Trabzonspor em 24 de agosto de 2011. Como resultado, a segunda partida entre o Trabzonspor e o Athletic Bilbao foi cancelada e o Athletic Bilbao classificou-se para a fase de grupos.[1]